# The Lovin' Spoonful
The Lovin' Spoonful är en amerikansk pop och rockgrupp bildad år 1965 i New York. Gruppen spelar lätt och luftig popmusik, så kallad "Good-time-music". Element av folkrock ingår också i ljudbilden. Det var John Sebastian (sång, gitarr, munspel, född 17 mars 1944), som var gruppens frontfigur, och det var också han som skrev merparten av deras låtar. Bandets övriga originalmedlemmar var Steve Boone (bas, född 23 september 1943), Zalman "Zal" Yanovsky (gitarr, född 19 december 1944, död 13 december 2002) och Joe Butler (trummor, född 19 januari 1943).
Gruppen gjorde sina första skivinspelningar för skivbolaget Elektra Records 1965. De fick dock snart kontrakt på Kama Sutra Records, och kom att bli bland de framgångsrikaste artisterna på det bolaget. Vid denna tid pågick brittiska vågen, och topplistorna i världen dominerades av brittiska popgrupper. Men The Lovin' Spoonful lyckades bra ändå, och med debutsingeln "Do You Believe In Magic" tog de sig in på Billboard Hot 100-listans 9:e plats. Samma år följde "You Didn't Have to be so Nice" (#10). I och med gruppens framgång släppte Elektra Records de fyra inspelningar de hade tillgängliga med gruppen på LP-skivan What's Shakin' , en samlings-LP med blandade artister.
1966 kom att bli gruppens framgångsrikaste år. Singlarna "Daydream" (#2), "Did You Ever Have to Make Up Your Mind?" (#2) och deras största hit "Summer in the City" (#1) lanserades detta år. "Daydream" och "Summer in the City" blev även framgångar i Storbritannien och flera europeiska länder. Gruppen hade ytterligare två hitsinglar senhösten 1966, "Rain on the Roof" (#10) och "Nashville Cats" (#8). I Sverige gavs gruppens cover på "Baldheaded Lena" ut som singel och nådde förstaplatsen på Kvällstoppen sommaren 1966. Även "Daydream" låg etta i Sverige tidigare samma år.
Boone och Yanovsky åkte fast för bruk av marijuana 1967, och därefter lämnade Yanovsky gruppen. Han ersattes av gitarristen och producenten Jerry Yester, född 9 januari 1942. De hade ytterligare framgång 1967 med singlarna "Six O'Clock", "Darling Be Home Soon" och "She Is Still a Mystery", även om ingen av dem topp 10-noterades i USA. Året därpå, 1968, lämnade Sebastian gruppen för att påbörja en solokarriär. Albumet Revelation: Revolution '69 1969 är inspelad utan Sebastian, men det blev också gruppens sista studioalbum. Tidigt 1969 upplöstes The Lovin' Spoonful, men de har återförenats senare i modern tid, dock utan Sebastian. Alla fyra originalmedlemmarna återförenades endast vid två tillfällen, det första var i Paul Simons film One-Trick Pony 1980. Andra gången var då Lovin' Spoonful invaldes i Rock and Roll Hall of Fame år 2000.
I februari 2020 bestämde sig John Sebastian för att uppträda med Steve Boone och Joe Butler vid en hyllningskonsert till gruppen i Los Angeles, där även många andra musiker framförde gruppens låtar.
John Sebastian började bära runda gammaldags glasögon före John Lennon.

## Diskografi
- What's Shakin (fyra Lovin' Spoonful-låtar + andra artister) (1965)
- Do You Believe in Magic (1965)
- Daydream (1966)
- Hums of the Lovin' Spoonful (1966)
- What's Up Tiger Lily? (soundtrack) (1966)
- You're a Big Boy Now (1967)
- Everything Playing (1968)
- Revelation: Revolution '69 (1968)
- Live At The Hotel Seville (1999) (live)